# Пошаговая оптимизация
Пошаговая оптимизация (Walk forward optimization)— это метод, используемый в финансах для определения оптимальных параметров торговой стратегии и определения ее надежности. Анализ Walk Forward был представлен Робертом Э. Пардо в его книге «Проектирование, тестирование и оптимизация торговых систем» в 1992 году  и расширен во втором издании в 2008 году  . Пошаговая оптимизация в настоящее время считается «золотым стандартом» в проверке торговых стратегий. Торговая стратегия оптимизируется с использованием in-sample данных, после чего на небольшой части out-of-sample данных рассчитываются метрики эффективности стратегии. Далее in-sample интервал сдвигается так, чтобы он включал out-of-sample интервал с предыдущего этапа и процесс повторяется. Рассчитанная таким образом последовательность метрик для каждой пары in-sample и out-of-sample используется для итоговой оценки стратегии и нахождения оптимальных её оптимальных параметров.
После того, как наиболее подходящие параметры найдены, производится симуляция торгового алгоритма на отдельном out-of-sample интервале, который не был использован прежде.